# Zeitschrift für Staats- und Europawissenschaften
Die Zeitschrift für Staats- und Europawissenschaften (ZSE) ist eine vierteljährlich im Nomos Verlag (von 2003 bis 2007 im de Gruyter Rechtswissenschaften-Verlag) erscheinende Zeitschrift. Sie ist interdisziplinär ausgerichtet und wendet sich mit ihren mehrsprachigen Artikeln an Wissenschaftler unterschiedlicher Disziplinen (Recht, Wirtschaft, Politik und Geschichte). Herausgeber und Schriftleiter ist Joachim Jens Hesse vom Internationalen Institut für Staats- und Europawissenschaften in Berlin.